# Toró (futebolista)
Rafael Ferreira Francisco (Rio de Janeiro, 13 de abril de 1986), mais conhecido como Toró, é um ex-futebolista brasileiro que atuava como volante.

## Carreira

### Fluminense
Formado nas categorias de base do Fluminense, Toró era tido como um futuro craque revelado em Xerém. Tanto que seu apelido surgiu na base do time de futsal tricolor, quando "fazia chover gols nos jogos".
No entanto, assim que fez sua estreia nos profissionais, em 2004, seu encanto com o Flu começou a se partir. Sem conseguir repetir o brilhantismo de sua época de juniores, Toró ficou apenas dois anos no Fluminense e, em seguida, foi dispensado.

### Flamengo
Contratado pelo Flamengo em janeiro de 2006, Toró chegou a ser titular em várias oportunidades. No entanto, após as finais da Copa do Brasil, em julho, o jogador passou a ser banco.
No início de 2007, a sua carreira parecia que tinha se acabado de vez, quando este sequer passou a ser relacionado. Contudo, durante o Campeonato Brasileiro daquele mesmo ano, sua carreira foi ressuscitada com a chegada do treinador Joel Santana, que passou a escalá-lo como volante na equipe titular.
Em 2008, apesar da contratação de novos reforços, Toró manteve-se como titular no time de Joel Santana. Sua carreira, no entanto, tornaria a vacilar no dia 6 de março, quando ele foi expulso numa derrota por 3 a 0 contra o Nacional, pela Libertadores, após agredir um gandula menor de idade.
Superado os problemas disciplinares, Toró passou a ter de disputar sua vaga, novamente, com a saída de Joel Santana e a chegada de Caio Júnior. Seu prestígio havia diminuído, porém, ainda era tido como um jogador de valor para a equipe.
Em 2009, com a chegada do volante Claudio Maldonado, perdeu a condição de titular, mas ganhou novamente a titularidade após a lesão do chileno. Já em 2010, vinha disputando posições com Maldonado, Willians e Corrêa, mas com o verdadeiro rodízio que havia na titularidade dos volantes rubro-negros, Toró era frequentemente escalado.
Ainda em 2010, após muita negociação sobre a renovação de contrato, sem acordo, deixou o Flamengo.

### Atlético Mineiro
No dia 8 de dezembro de 2010, o jogador acertou com o Atlético Mineiro e assinou contrato por três temporadas. Estreou com a camisa alvinegra no dia 2 de março de 2011, pela Copa do Brasil contra a equipe do Iape, marcando um dos gols na goleada do Atlético por 8 a 1.
Toró foi dispensado no dia 25 de agosto, junto com mais três jogadores: o atacante Wendel, o meia Giovanni Augusto e o lateral-esquerdo Guilherme Santos, além do meia Leleu e do lateral-direito Roger, que voltaram para o time júnior.

### Figueirense
No dia 15 de dezembro de 2011, foi anunciado o empréstimo de Toró junto ao Figueirense.

### Bahia
Toró foi confirmado como novo reforço do Bahia no dia 10 de janeiro de 2013. O Atlético concordou em emprestar o jogador ao time baiano sem ônus até ao final do ano. No dia 31 de janeiro, teve seu contrato rescindido junto ao Atlético Mineiro e foi contratado pelo Bahia em definitivo.
Sem espaço no elenco, acabou dispensado pelo clube ao final da temporada de 2013.

### Sagamihara
Em agosto de 2014 acertou com o Sagamihara, da J2 League (Segunda Divisão Japonesa). Permaneceu na equipe por quatro temporadas.

### Goiás
No dia 21 de dezembro de 2016, foi anunciado como novo reforço do Goiás.

### Futebol finlandês
Toró foi contratado pelo HIFK Fotboll, da Finlândia, em fevereiro de 2019. No entanto, após poucos jogos pela equipe, em 2020 foi emprestado ao FF Jaro, clube do mesmo país.

## Estatísticas
Atualizadas até 23 de abril de 2016

### Clubes
| Clube             | Temporada         | Campeonato nacional | Campeonato nacional | Campeonato nacional | Copa nacional[a] | Copa nacional[a] | Copa nacional[a] | Competições continentais[b] | Competições continentais[b] | Competições continentais[b] | Outros torneios[c] | Outros torneios[c] | Outros torneios[c] | Total | Total | Total   |
| Clube             | Temporada         | Jogos               | Gols                | Assist.             | Jogos            | Gols             | Assist.          | Jogos                       | Gols                        | Assist.                     | Jogos              | Gols               | Assist.            | Jogos | Gols  | Assist. |
| ----------------- | ----------------- | ------------------- | ------------------- | ------------------- | ---------------- | ---------------- | ---------------- | --------------------------- | --------------------------- | --------------------------- | ------------------ | ------------------ | ------------------ | ----- | ----- | ------- |
| Fluminense        | 2004              | 0                   | 0                   | 0                   | —                | —                | —                | —                           | —                           | —                           | —                  | —                  | —                  | 0     | 0     | 0       |
| Fluminense        | 2005              | 4                   | 1                   | 0                   | 2                | 0                | 0                | —                           | —                           | —                           | 0                  | 0                  | 0                  | 6     | 1     | 0       |
| Fluminense        | Total             | 4                   | 1                   | 0                   | 2                | 0                | 0                | 0                           | 0                           | 0                           | 0                  | 0                  | 0                  | 6     | 1     | 0       |
| Flamengo          | 2006              | 17                  | 0                   | 0                   | 2                | 0                | 0                | —                           | —                           | —                           | 14                 | 1                  | 0                  | 33    | 1     | 0       |
| Flamengo          | 2007              | 21                  | 1                   | 0                   | —                | —                | —                | 0                           | 0                           | 0                           | 2                  | 0                  | 0                  | 23    | 1     | 0       |
| Flamengo          | 2008              | 23                  | 1                   | 0                   | —                | —                | —                | 6                           | 1                           | 0                           | 15                 | 1                  | 0                  | 44    | 3     | 0       |
| Flamengo          | 2009              | 22                  | 0                   | 3                   | 5                | 0                | 0                | 0                           | 0                           | 0                           | 8                  | 0                  | 0                  | 35    | 0     | 3       |
| Flamengo          | 2010              | 14                  | 2                   | 0                   | —                | —                | —                | 7                           | 0                           | 0                           | 15                 | 0                  | 0                  | 36    | 2     | 0       |
| Flamengo          | Total             | 97                  | 4                   | 3                   | 7                | 0                | 0                | 13                          | 1                           | 0                           | 54                 | 2                  | 0                  | 171   | 7     | 3       |
| Atlético Mineiro  | 2011              | 9                   | 1                   | 0                   | 2                | 1                | 0                | 1                           | 0                           | 0                           | 4                  | 0                  | 0                  | 16    | 2     | 0       |
| Atlético Mineiro  | Total             | 9                   | 1                   | 0                   | 2                | 1                | 0                | 1                           | 0                           | 0                           | 4                  | 0                  | 0                  | 16    | 2     | 0       |
| Figueirense       | 2012              | 2                   | 0                   | 1                   | —                | —                | —                | —                           | —                           | —                           | 11                 | 1                  | 0                  | 13    | 1     | 1       |
| Figueirense       | Total             | 2                   | 0                   | 1                   | 0                | 0                | 0                | 0                           | 0                           | 0                           | 11                 | 1                  | 0                  | 13    | 1     | 1       |
| Bahia             | 2013              | 2                   | 0                   | 0                   | 2                | 0                | 0                | 0                           | 0                           | 0                           | 6                  | 0                  | 0                  | 10    | 0     | 0       |
| Bahia             | Total             | 2                   | 0                   | 0                   | 2                | 0                | 0                | 0                           | 0                           | 0                           | 6                  | 0                  | 0                  | 10    | 0     | 0       |
| Sagamihara        | 2014              | 8                   | 2                   | 0                   | —                | —                | —                | —                           | —                           | —                           | —                  | —                  | —                  | 8     | 2     | 0       |
| Sagamihara        | 2015              | 30                  | 1                   | 1                   | —                | —                | —                | —                           | —                           | —                           | —                  | —                  | —                  | 30    | 1     | 1       |
| Sagamihara        | Total             | 38                  | 3                   | 1                   | 0                | 0                | 0                | 0                           | 0                           | 0                           | 0                  | 0                  | 0                  | 38    | 3     | 1       |
| Anápolis          | 2016              | —                   | —                   | —                   | —                | —                | —                | —                           | —                           | —                           | 11                 | 1                  | 0                  | 11    | 1     | 0       |
| Anápolis          | Total             | 0                   | 0                   | 0                   | 0                | 0                | 0                | 0                           | 0                           | 0                           | 11                 | 1                  | 0                  | 11    | 1     | 0       |
| Total na carreira | Total na carreira | 152                 | 9                   | 5                   | 13               | 1                | 0                | 14                          | 1                           | 0                           | 86                 | 4                  | 0                  | 265   | 15    | 5       |

- a. ^ Jogos da Copa do Brasil
- b. ^ Jogos da Copa Libertadores e Copa Sul-Americana
- c. ^ Jogos do Campeonato Carioca, Campeonato Mineiro e Campeonato Catarinense

### Seleção Brasileira
Abaixo estão listados todos jogos e gols do futebolista pela Seleção Brasileira, desde as categorias de base. Abaixo da tabela, clique em expandir para ver a lista detalhada dos jogos de acordo com a categoria selecionada.
Sub-23 (Olímpico)
| Ano   |       |      |         |       |
| Ano   | Jogos | Gols | Assist. | Média |
| ----- | ----- | ---- | ------- | ----- |
| 2007  | 1     | 0    | 0       | 0     |
| Total | 1     | 0    | 0       | 0     |

|    | Data                  | Local                                 | Resultado | Adversário                       | Gols | Assist. | Competição |
| -- | --------------------- | ------------------------------------- | --------- | -------------------------------- | ---- | ------- | ---------- |
| 1. | 9 de dezembro de 2007 | Nilton Santos, Rio de Janeiro, Brasil | 0–3       | Seleção do Campeonato Brasileiro | 0    | 0       | Amistoso   |

## Títulos
Fluminense
- Taça Rio: 2005
- Campeonato Carioca: 2005

Flamengo
- Copa do Brasil: 2006
- Taça Guanabara: 2007 e 2008
- Campeonato Carioca: 2007, 2008 e 2009
- Taça Rio: 2009
- Campeonato Brasileiro: 2009

Goiás
- Campeonato Goiano: 2017